# Smółka (medycyna)

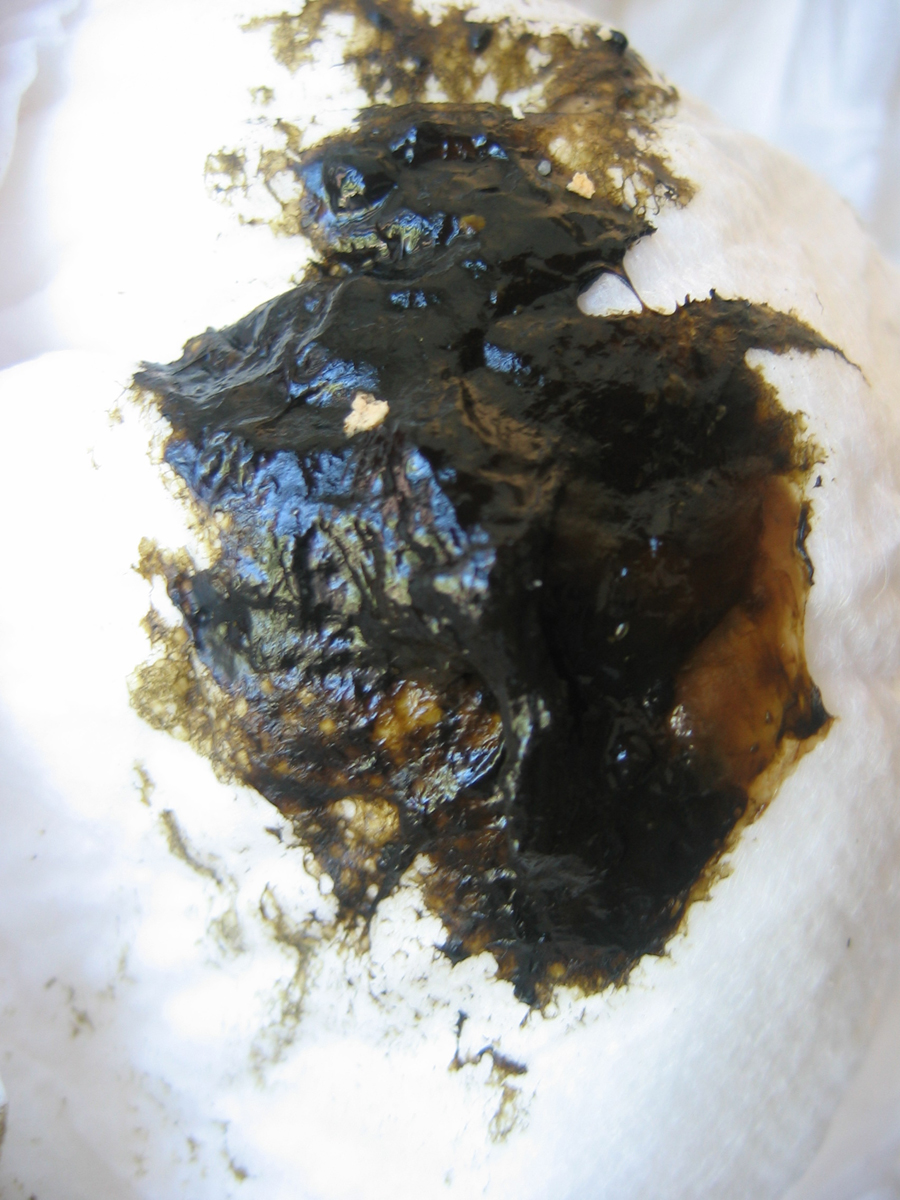
Trzeci stolec w życiu 12 godzinnego noworodka. Wymiar poprzeczny: 5 cm.

Smółka (łac. meconium) – pierwsze stolce w życiu noworodka o dużej gęstości, lepkości i ciemnym zabarwieniu zanikające około czwartej doby życia. 
Smółka zaczyna gromadzić się w jelitach około 4-5 miesiąca życia płodowego. Składają się na nią wody płodowe, maź płodowa, złuszczony nabłonek śluzówki przewodu pokarmowego, enzymy trawienne, bilirubina i biliwerdyna oraz cholesterol. W mukowiscydozie gęsta smółka może być przyczyną niedrożności smółkowej jelit. Opóźnione oddawanie smółki występuje również w chorobie Hirschsprunga.